# Gaspard Le Roux
Gaspard Le Roux (Parigi, 1660 circa – Parigi, 1707 circa) è stato un compositore e clavicembalista francese.
Il poco che si sa di Le Roux è che viene menzionato in una lista di professori parigini e un'unica raccolta di sue suite per due clavicembali datata "1705". Le sue composizioni, come stile, fanno parte della tradizione clavicembalistica francese, assieme ai lavori di altri compositori più famosi, come Jean-Henri d'Anglebert e François Couperin.
Le Roux fu il primo compositore a scrivere pezzi per due clavicembali. Infatti all'epoca la maggior parte dei compositori scriveva per una tastiera soltanto.